# Куновице (Ухерско Храдиште)
Куновице (чеш. Kunovice) град је у Чешкој Републици. Град се налази у управној јединици Злински крај, у оквиру којег припада округу Ухерско Храдиште.

## Становништво
Према подацима о броју становника из 2014. године град је имао 5.529 становника.